# Marco Albinio
Marco Albinio (en latín, Marcus Albinius) fue un plebeyo que, transportando a su esposa e hijos en un carro fuera de la ciudad —después de la derrota de los romanos en Alia en el año 390 a. C.— y encontrándose en el Janículo con los sacerdotes y las vestales que llevaban las cosas sagradas, mandó bajar a su familia, hizo subir al carro a las vestales y los objetos sagrados y los transportó a Caere.
El tribuno consular del año 379 a. C., a quien Tito Livio llama M. Albinius, es probablemente la misma persona que la anterior.